# 川島みどり
川島 みどり（川嶋 みどり、かわしま みどり、1931年5月18日 - ）は、日本の看護師、看護学者、日本赤十字看護大学名誉教授。

## 経歴
朝鮮京城生まれ。1951年日本赤十字女子専門学校（現日本赤十字看護大学）卒業、日本赤十字社中央病院小児病棟勤務、日本赤十字女子専門学校助手、日本赤十字女子短期大学助手、日本赤十字病院耳鼻科外来係長を経て、1971年退職。1975年健和会柳原病院勤務、みさと健和病院教育婦長。日本赤十字看護大学教授、2002年定年退任、名誉教授。健和会臨床看護学研究所所長、一般社団法人日本て・あーて（TE・ARTE）推進協会代表理事。
1965年東京看護学セミナー結成、世話人代表。日本看護研究学会評議員、日本生命倫理学会評議員、日本看護管理学会理事、日本コンチネンス協会理事。1995年日本看護科学学会会長。1971年毎日新聞社第１回「日本の選択賞」（共同研究）受賞。1995年若月賞受賞。2007年フローレンス・ナイチンゲール記章受章。
2022年春、看護師に愛読されてきた雑誌「看護実践の科学」（看護の科学社）の廃刊を受け、新雑誌「オン・ナーシング」（看護の科学新社）の創刊のためのクラウドファンディングを実施、目標金額600万円に対し246人970万円の支援を得て成立。「オン・ナーシング」創刊号は91歳の川嶋による「川嶋みどり責任編集号」と銘打ち2022年8月に発行された。
歌手の嘉門タツオは甥にあたる（嘉門の母が川嶋の妹）。

## 著書
- 『ともに考える看護論』医学書院 1973
- 『生活行動援助の技術 人間として生きてゆくことを』看護の科学社 1976
- 『看護の自立 現代医療と看護婦』勁草書房 勁草-医療・福祉シリーズ 1977
- 『目でみる患者援助の基本』医学書院 1977
- 『看護の自立 2　看護婦の労働と仕事』勁草書房 勁草-医療・福祉シリーズ 1982
- 『看護の心を育てる 川島みどり対談集』あゆみ出版 1984
- 『看護観察と判断 看護過程の展開のために』看護の科学社 1988
- 『キラリ看護』医学書院 1993
- 『いきいき実践たのしく看護研究』看護の科学社 1994
- 『看護の時代 2 (看護技術の現在)』勁草書房 勁草-医療・福祉シリーズ 1994
- 『看護の癒し そのアートとサイエンス 看護治療学への道』看護の科学社 1997
- 『看護の時代 1 (いま、病院看護を問う)』勁草書房 勁草-医療・福祉シリーズ 1997
- 『歩きつづけて看護』医学書院 2000
- 『看護の時代 3 (看護の技術と教育)』勁草書房 勁草-医療福祉シリーズ 2002
- 『育てる喜びありがとう 子どもとともに育つあなた』看護の科学社 2002
- 『看護を語ることの意味 "ナラティブ"に生きて』看護の科学社 2007
- 『あなたの看護は何色ですか』渡辺淳絵 看護の科学社 2009
- 『看護時鐘 のどもと過ぎた熱さをいま一度』看護の科学社 2009
- 『看護の危機と未来 今、考えなければならない大切なこと』ライフサポート社 2009
- 『看護技術の基礎理論』ライフサポート社 2010
- 『チーム医療と看護 専門性と主体性への問い』看護の科学社 2011
- 『看護の力』岩波新書 2012

### 共編著
- 『耳鼻咽喉疾患患者の看護 病態生理から生活指導まで』小倉脩二共編 医学書院 疾患別看護双書 1968
- 『外来看護』藤田五郎共編　医学書院 1973
- 『臨床看護学』1-2 木下安子,野口美和子共編 医歯薬出版 1973
- 『看護技術の安楽性』編集 メヂカルフレンド社 臨床看護シリーズ 1974
- 『看護婦・保健婦になるには』谷みゆき,木下安子共著 ぺりかん社 なるにはbooks 1975
- 『病院看護ハンドブック 入院から退院まで』編 医歯薬出版 1977
- 『女の自立 がんばり三人女の戦後史』木下安子、坂本玄子、小坂富美子共著 勁草書房 1980
- 『地域看護の展望 柳原病院における在宅老人看護の実践』森藤相子/荒木久恵/大沼和加子/山崎摩耶共著 勁草書房 勁草-医療・福祉シリーズ　1980
- 『救命と看護 急変・悪化事例の看護過程』桑野タイ子共編 医学書院 1982
- 『看護カンファレンス 活気ある看護チームをめざして』杉野元子共著 医学書院 1984
- 『実践的看護マニュアル 共通技術編』編著 看護の科学社 1984
- 『看護学のすすめ』編 筑摩書房 新・学問のすすめ 1985
- 『ベッドサイドの看護 事例から学ぶもの』編 中央法規出版 看護実践シリーズ 1985
- 『院内感染の理解とケア』北原光夫共著 医学書院 1986
- 『外科系実践的看護マニュアル』鈴木篤共編著 看護の科学社 1986
- 『看護現任教育 プログラムづくりとその展開』杉野元子,西元勝子共著 医学書院 1989
- 『看護管理覚え書』編 医学書院 1995
- 『内科系実践的看護マニュアル』宮崎康共編著 看護の科学社 1995
- 『Check it up日常ケアを見直そう あなたの職場の看護チェック 3』編 医学書院 1997
- 『看護婦が患者になってベッドサイドからケアの質を問う』吉田恵子共著 看護の科学社 ブックレット/立ちどまって看護婦さん　1997
- 『患者さんの法則50 ナースの心をノックする』監修・執筆 日本看護協会出版会 ナーシング・トゥデイコレクション 1998
- 『排泄援助の専門性とは 病態考察と患者心理を軸に』共著 看護の科学社 ブックレット/立ちどまって看護婦さん 看護技術の質検討シリーズ 1998
- 『看護学生のための在宅看護論』編 医学書院 2000
- 『看護はひとつ 准看護婦の看護婦への移行教育のめざすもの』編著 看護の科学社 ブックレット/立ちどまって看護婦さん 2000
- 『疾病の成立と回復促進』薄井坦子,竹中文良共著 放送大学教育振興会 2001
- 『看護実践 経験知から創造へ 健和会臨床看護学研究所20年の歩み』編 健和会臨床看護学研究所著 看護の科学社 2003
- 『看護大好き、人間大好き』三上満,高柳新共著 かもがわ出版 2003
- 『はじめてのプリセプター 新人とともに学ぶ12か月』陣田泰子共編 医学書院 2003
- 『うつぶせ寝健康法 日野原先生も毎日実践!』日野原重明監修 丸川征四郎共著 ベストセラーズ 2005
- 『川島みどりと黒田裕子の考える看護のエビデンス』中山書店 2005
- 久松シソノ『凛として看護』編 春秋社 2005
- 『あなたの家族が病気になったときに読む本』福井次矢,大熊由紀子共編 講談社 介護ライブラリー 2006
- 『今日の看護指針 臨床実践能力の向上をめざして』井部俊子,山西文子,市川幾恵共編 看護の科学社 2007
- 『初めての介護-心と技術 イラストで理解する』編 中央法規出版 2011
- 『触れる・癒やす・あいだをつなぐ手 te-arte学入門』編 看護の科学社 2011
- 『看護の時代 看護が変わる医療が変わる』日野原重明,石飛幸三共著 日本看護協会出版会 2012

### 翻訳
- ウナ・ホールデン,ロバート・ウッズ『痴呆老人のアセスメントとケア リアリティ・オリエンテーションによるアプローチ』医学書院 1994
- Karen Holland, Jane Jenkins, Jackie Solomon, Sue Whittam編『ローパー・ローガン・ティアニーによる生活行動看護モデルの展開』監訳 エルゼビア・ジャパン 2006

## 論文
- CiNii Articles（川島みどり）